# David Ellefson
David Warren "Dave" Ellefson, född 12 november 1964 i Jackson, Minnesota, är en amerikansk musiker. Han är känd som basist i Megadeth från 1983 till 2002 och från 2010 till 2021.
Ellefson flyttade som 18-åring till Los Angeles där han planerade att gå på musikskolan Musicians Institute, men han träffade Dave Mustaine och blev istället medlem i Megadeth. 
Den 24 maj 2021 sparkades Ellefson från Megadeth efter att ha anklagats för att på nätet ha gromat en minderårig flicka.

## Diskografi (urval)
Studioalbum med Megadeth
- Killing Is My Business... and Business Is Good! (1985)
- Peace Sells... but Who's Buying? (1986)
- So Far, So Good... So What! (1988)
- Rust in Peace (1990)
- Countdown to Extinction (1992)
- Youthanasia (1994)
- Cryptic Writings (1997)
- Risk (1999)
- The World Needs a Hero (2001)
- Thirteen (2011)
- Super Collider (2013)
- Dystopia (2016)

Studioalbum med andra band/artister
- Soulfly – Prophecy (2004)
- F5 – A Drug For All Seasons (2005)
- Avian – From The Depths of Time (2005)
- Temple of Brutality – Lethal Agenda (2006)
- Necro – Death Rap (2007)
- Killing Machine – Metalmorphosis (2006)
- F5 – The Reckoning (2008)
- Tim "Ripper" Owens – Play My Game (2009)
- Angels of Babylon – Kingdom of Evil (2010)
- Gus G – I Am The Fire (2014)
- Johnny Wore Black – Walking Underwater Pt.2 (2014)
- Altitudes & Attitude – Altitudes & Attitude (2014)
- Metal Allegiance – Metal Allegiance (2015)
- Operation: Mindcrime – The Key (2015)